# Magnocaricion
Magnocaricion (Caricion elatae, szuwary wysokoturzycowe) (Koch, 1926) – syntakson w randze związku należący do klasy Phragmitetea. Zbiorowisko roślinne hygrofitów tworzących szuwary i łąki przybrzeżne.

## Charakterystyka
Zbiorowiska hygrofitów tworzących szuwary brzegów wód płynących i stojących i w mniejszym stopniu strefy przybrzeżnej (litoral), zajmujących strefę pomiędzy szuwarami właściwymi (ze związku Phragmition) a roślinnością torfowiskową oraz podmokłych łąk i lasów. Zbudowane głównie z turzyc. Często pełnią funkcję torfowisk niskich, w których odkłada się torf turzycowy lub trzcinowo-turzycowy. Zalewane rzadziej i krócej niż szuwary właściwe, często wykazują budowę kępkowo-dolinkową.
Występowanie
Europa i północna Azja. W Polsce pospolite na terenie całego kraju.
Charakterystyczna kombinacja gatunków
ChAll. : turzyca błotna (Carex acutiformis), turzyca tunikowa (Carex appropinquata), turzyca Buxbauma (Carex buxbaumii), turzyca dwustronna (Carex disticha), turzyca zaostrzona (Carex acuta), turzyca sztywna (Carex elata), turzyca prosowa (Carex paniculata), turzyca nibyciborowata (Carex pseudocyperus), turzyca brzegowa (Carex riparia), turzyca dzióbkowata (Carex rostrata), turzyca pęcherzykowata (Carex vesicaria), turzyca lisia (Carex vulpina), szalej jadowity (Cicuta virosa), kłoć wiechowata (Cladium mariscus), przytulia błotna (Galium palustre), kosaciec żółty (Iris pseudacorus), tojeść bukietowa (Lysimachia thyrsiflora), kropidło piszczałkowate (Oenanthe fistulosa), gorysz błotny (Peucedanum palustre), mozga trzcinowata (Phalaris arundinacea), wiechlina błotna (Poa palustris), jaskier wielki (Ranunculus lingua), tarczyca pospolita (Scutellaria galericulata).
ChCl. : manna mielec (Glyceria maxima), marek szerokolistny (Sium latifolium), oczeret Tabernemontana (Schoenoplectus tabernaemontani), pałka szerokolistna (Typha latifolia), ponikło błotne (Eleocharis palustris), skrzyp bagienny (Equisetum fluviatile), szczaw lancetowaty (Rumex hydrolapathum), trzcina pospolita (Phragmites australis), żabieniec babka wodna (Alisma plantago-aquatica).
Podkategorie syntaksonomiczne
W obrębie syntaksonu wyróżniane są następujące zbiorowiska występujące w Polsce:
- Grupa zbiorowisk należących do dynamicznego kręgu olsów:

- Nieturzycowe zbiorowiska nawiązujące do związku Phragmition (w niektórych systemach włączane właśnie do tego związku)

- Cladietum marisci – zespół kłoci wiechowatej (szuwar kłociowy)
- Thelypteridi-Phragmitetum – zespół zachylnika błotnego (szuwar darniowy paprociowy, pło nerecznicowe, zespół nerecznicy błotnej)
- Cicuto-Caricetum pseudocyperi – zespół szaleju jadowitego i turzycy nibyciborowatej (pło szalejowe)
- Iridetum pseudoacori – zespół kosaćca żółtego (szuwar kosaćcowy)

- Zbiorowiska wysokich turzyc kępkowych lub o grubych rozłogach, z gatunkami łąkowo-ziołoroślowymi, bez nawiązań do torfowisk przejściowych:

- Caricetum ripariae – zespół turzycy brzegowej
- Caricetum acutiformis – zespół turzycy błotnej
- Caricetum paniculatae – zespół turzycy prosowej

- Zbiorowiska średniowysokich turzyc kępkowych i rozłogowych, z nawiązaniami do torfowisk przejściowych:

- Caricetum rostratae – zespół turzycy dzióbkowatej
- Caricetum elatae – zespół turzycy sztywnej
- Caricetum appropinquatae – zespół turzycy tunikowej

- Grupa zbiorowisk nienależących do dynamicznego kręgu olsów:

- Łąki turzycowe:

- Caricetum distichae – zespół turzycy dwustronnej
- Caricetum gracilis – zespół turzycy zaostrzonej
- Caricetum vesicariae – zespół turzycy pęcherzykowatej

- Nietorfotwórcze szuwary turzycowe lub trawiaste terenów zalewowych należące do dynamicznego kręgu łęgów:

- Caricetum vulpinae – zespół turzycy lisiej
- Phalaridetum arundinaceae – zespół mozgi trzcinowatej (szuwar mozgowy)

- Odrębna grupa wapniolubnych niskich szuwarów turzycowych

- Caricetum buxbaumii – zespół turzycy Buxbauma (włączany czasem do klasy Scheuchzerio-Caricetea fuscae)

Odrębność szuwarów turzycowych od szuwarów wysokich bywa uznawana za wystarczającą nie tylko do ich rozróżniania na poziomie związków, ale także rzędów, prowadząc do wydzielania monotypowego rzędu Magnocaricetalia.